# NGC 5780
NGC 5780 é uma galáxia espiral (Sab) localizada na direcção da constelação de Boötes. Possui uma declinação de +28° 56' 24" e uma ascensão recta de 14 horas, 54 minutos e 22,6 segundos.
A galáxia NGC 5780 foi descoberta em 30 de Março de 1887 por Lewis A. Swift.